# Robert Holbrook Smith
Robert Holbrook Smith (auch als „Dr. Bob“ bezeichnet; * 8. August 1879 in St. Johnsbury, Vermont, USA; † 16. November 1950) war ein US-amerikanischer Arzt und mit William Griffith Wilson Gründer der Bewegung der Anonymen Alkoholiker.
Smith wurde in St. Johnsbury (Vermont, USA) geboren. Nach seinem Medizinstudium und seiner Promotion (1910) arbeitete er in Akron (Ohio) als praktischer Arzt. Aus der Begegnung mit dem ebenfalls aus Vermont stammenden alkoholkranken Börsenmakler William Griffith Wilson – wie Smith zu diesem Zeitpunkt ein Anhänger der Oxford-Gruppe – entwickelte sich eine Freundschaft, die zu einer dauerhaften Abstinenz beider bis zu ihrem Tode führte. Der 10. Juni 1935, an dem Smith sein letztes Glas Alkohol trank, wird von den Anonymen Alkoholikern als Geburtsstunde der Bewegung betrachtet.
Smith und Wilson trafen sich regelmäßig mit anderen Alkoholikern, die mit Hilfe einer Reihe einfacher religiöser Ideen versuchten, ebenfalls abstinent zu leben. Gemeinsam mit einigen dieser ebenfalls abstinenten Alkoholkranken verfassten Wilson und Smith das 1939 veröffentlichte Buch mit dem Titel Alcoholics Anonymous (auch als Big Book oder Blaues Buch bezeichnet), welches der Bewegung ihren Namen gab. Das Buch erläutert die Zwölf Schritte als Kern der AA-Ideologie und enthält unter anderem die anonymen Autobiographien von Smith und Wilson.
Erst nachdem 1941 in der Saturday Evening Post ein Artikel über die regelmäßigen Treffen (Meetings) der Anonymen Alkoholiker erschienen war, fand die Bewegung starken Zulauf. Überall in den USA gründeten sich neue Gruppen. Es wird geschätzt, dass die Bewegung bis heute auf über 100.000 Gruppen mit mehr als 2 Millionen Mitgliedern in 150 Ländern weltweit angewachsen ist. Der erklärte Hauptzweck der AA-Gruppen ist, die eigene Abstinenz zu erhalten und den noch leidenden Alkoholikern zu helfen, ohne Alkohol zufrieden zu leben.
Als die Bewegung größer wurde, lehnte es Smith trotz seiner großen Popularität ab, größere Befugnisse zu übernehmen und bestand darauf, dass sich die Bewegung nicht an einzelnen Personen, sondern an spirituellen Prinzipien orientieren solle. Dieses Prinzip der Anonymität wurde zur Grundlage der so genannten Zwölf Traditionen.
1989 wurde Smiths Leben mit James Garner als „Dr. Bob“ und James Woods als „Bill W“ in der Hauptrolle unter dem Titel My Name Is Bill W. fürs Fernsehen verfilmt.